# Ommatoptera
Ommatoptera is een geslacht van rechtvleugeligen uit de familie sabelsprinkhanen (Tettigoniidae). De wetenschappelijke naam van dit geslacht is voor het eerst geldig gepubliceerd in 1888 door Pictet.

## Soorten
Het geslacht Ommatoptera omvat de volgende soorten:
- Ommatoptera boraceana Piza, 1979
- Ommatoptera elegans Vignon, 1923
- Ommatoptera laurifolia Pictet, 1888
- Ommatoptera mutila Vignon, 1923
- Ommatoptera pictifolia Walker, 1870
- Ommatoptera picturata Serville, 1838
- Ommatoptera pusilla Vignon, 1923